# Vodnář (rod)
Vodnář je rod mořských hadů. Tito jedovatí hadi se vyskytují zejména v indo-australských a jihovýchodoasijských vodách. V současnosti je známo asi 37 druhů vodnářů.

## Zástupci
- Hydrophis annandalei (Laidlaw, 1901)
- Hydrophis atriceps (Günther, 1864)
- Hydrophis belcheri (Gray, 1849) – vodnář Belcherův
- Hydrophis brooki (Günther, 1872) – vodnář žlutobřichý
- Hydrophis coggeri (Kharin, 1984)
- Hydrophis curtus (Shaw, 1802)
- Hydrophis cyanocinctus (Daudin, 1803) – vodnář modroskvrnný
- Hydrophis czeblukovi (Kharin, 1984)
- Hydrophis donaldi (Ukuwela, Sanders & Fry, 2012)
- Hydrophis elegans (Gray, 1842)
- Hydrophis fasciatus (Schneider, 1799) – vodnář páskovaný
- Hydrophis gracilis (Shaw, 1802)
- Hydrophis hardwickii (Gray, 1834)
- Hydrophis hendersoni (Boulenger, 1903)
- Hydrophis inornatus (Gray, 1849)
- Hydrophis jerdonii (Gray, 1849) – vodnář skvrnitý
- Hydrophis kingii (Boulenger, 1896)
- Hydrophis klossi (Boulenger, 1912)
- Hydrophis macdowelli (Kharin, 1983)
- Hydrophis major (Shaw, 1802)
- Hydrophis melanocephalus (Gray, 1849)
- Hydrophis melanosoma (Günther, 1864)
- Hydrophis nigrocinctus (Daudin, 1803)
- Hydrophis obscurus (Daudin, 1803)
- Hydrophis ocellatus (Gray, 1849)
- Hydrophis pachycercos (Fischer, 1855)
- Hydrophis pacificus (Boulenger, 1896)
- Hydrophis parviceps (M. A. Smith, 1935)
- Hydrophis peronii (Duméril, 1853) – vodnář Peronův
- Hydrophis platurus (Linnaeus, 1766) – vodnář dvoubarvý
- Hydrophis schistosus (Daudin, 1803 – vodnář kobří
- Hydrophis semperi (Garman, 1881)
- Hydrophis spiralis (Shaw, 1802)
- Hydrophis stokesii (Gray, 1846) – vodnář obrovský
- Hydrophis viperinus (Schmidt, 1852)
- Hydrophis vorisi (Kharin, 1984)
- Hydrophis zweifeli (Kharin, 1985)